# Jerzy Wroński (lekarz)
Jerzy Wroński (ur. 29 czerwca 1929 w Radomiu, zm. 16 czerwca 2011) – polski neurochirurg, profesor nauk medycznych.
Ukończył studia na Wydziale Lekarskim Akademii Medycznej we Wrocławiu, gdzie w późniejszym czasie był kierownikiem katedry i kliniki neurochirurgii. Tytuł profesorski otrzymał 27 kwietnia 1993.
Odznaczony był między innymi Krzyżem Oficerskim Orderu Odrodzenia Polski i Krzyżem Kawalerskim Orderu Odrodzenia Polski.
Został pochowany na Cmentarzu Świętej Rodziny we Wrocławiu.

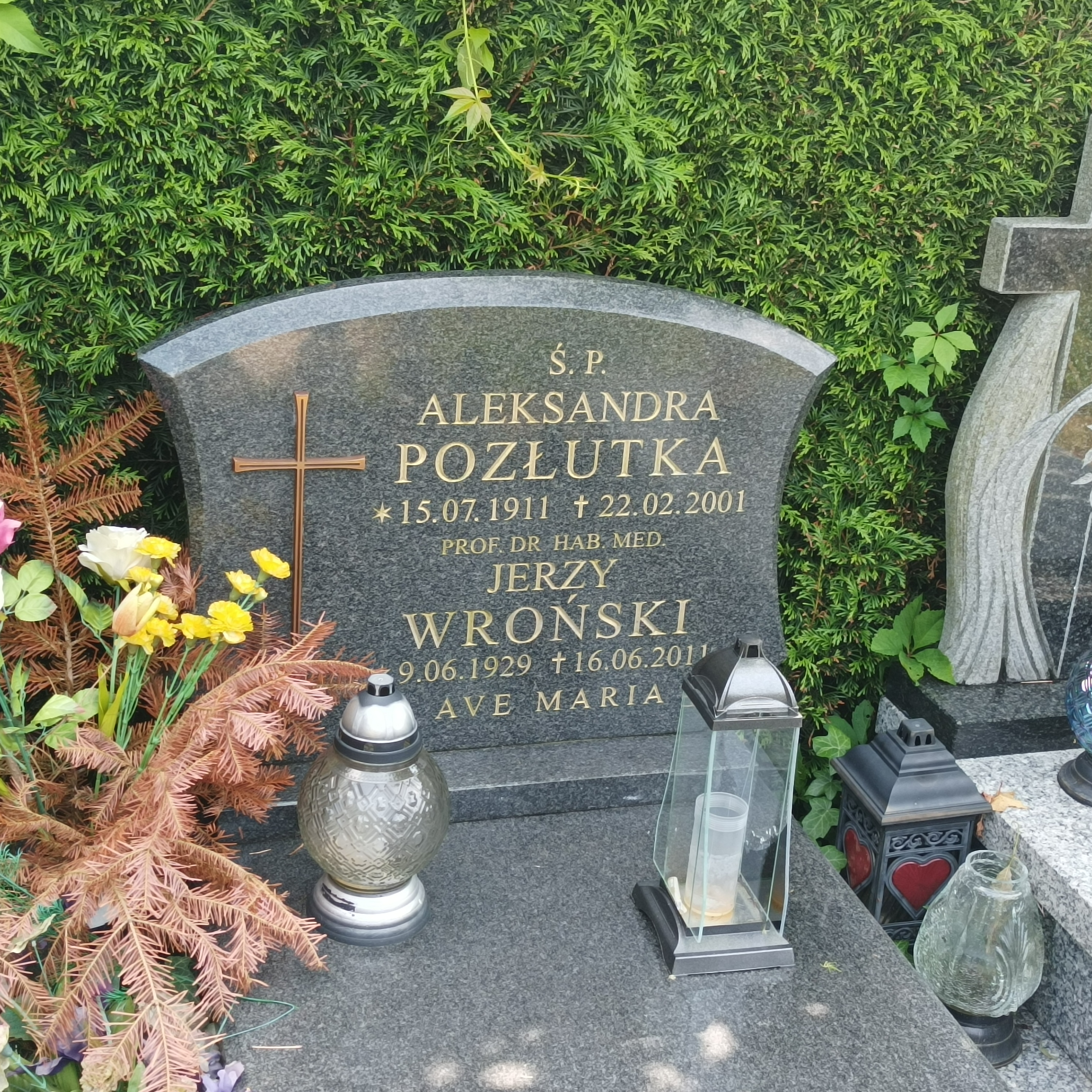
Grób prof. Jerzego Wrońskiego na Cmentarzu Świętej Rodziny we Wrocławiu